# Cão-lobo-checoslovaco
O cão-lobo-checoslovaco[Nota] (em tcheco: Československý vlčák) é uma raça canina híbrida originária da antiga Checoslováquia (ou Tchecoslováquia; atuais República Checa e Eslováquia). Considerada relativamente nova, a raça surgiu a partir de 1955 do cruzamento entre um pastor-alemão e uma loba da cordilheira dos Cárpatos.

## História

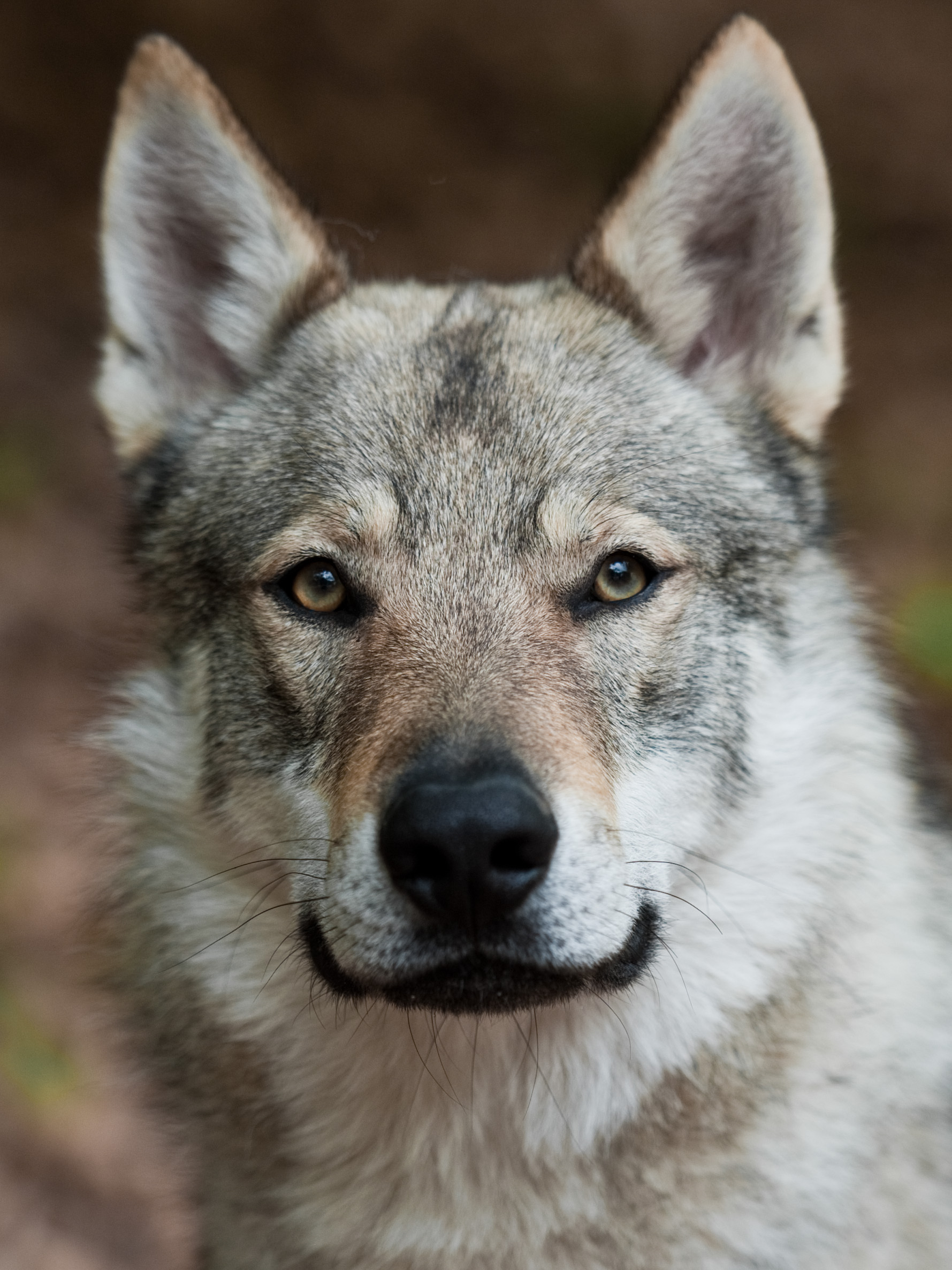
Cão-lobo checoslovaco, uma raça híbrida de cão e lobo

No ano de 1955, foi realizada na ČSSR (posteriormente Checoslováquia) uma experiência biológica onde se cruzou primeiramente um cão da raça pastor-alemão com uma loba da cordilheira dos Cárpatos. Esta experiência demonstrou que era possível obter e criar uma descendência fértil tanto pelo cruzamento de um cão com uma loba, quanto de um lobo com uma fêmea canina. A maioria dos produtos destes acasalamentos possuía as aptidões genéticas necessárias para a continuação da criação. Em 1965, após o término das experiências, elaborou-se um plano de criação sistemática desta nova raça, que deveria unir as características do lobo com as qualidades favoráveis do cão. Em 1982, por meio do Comitê Geral dos Criadores Associados da ČSSR daquela época, o Cão Lobo checoslovaco foi reconhecido como raça nacional.

## Temperamento
Quanto ao temperamento, o padrão oficial o descreve como um cão “Vívido, ativo, resistente, dócil com reações rápidas. Destemido e corajoso. Desconfiado. Demonstra uma excepcional fidelidade para com o seu dono. Resistente às intempéries. Cão de utilidade versátil.”

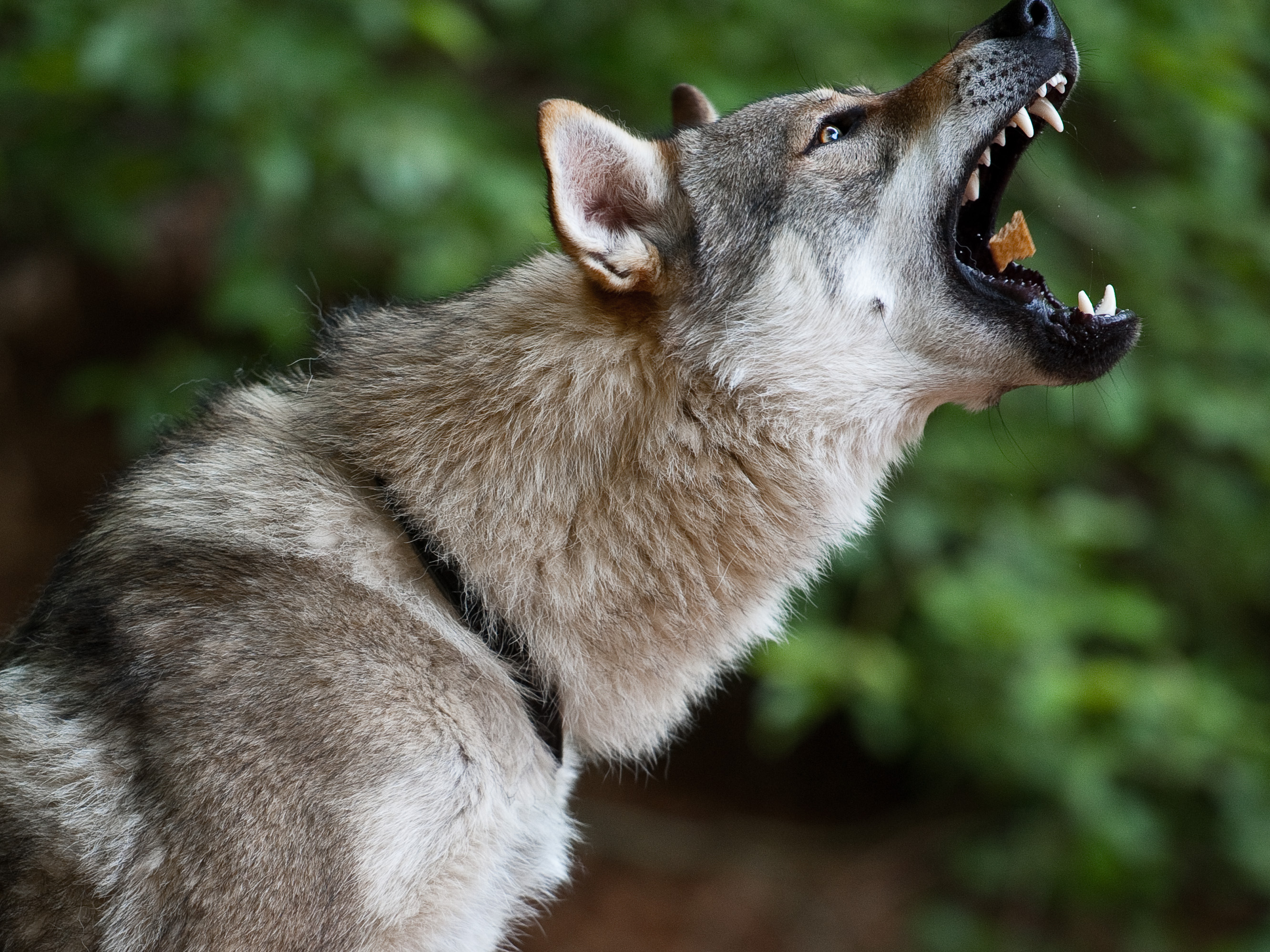
Cão-lobo-checoslovaco, uma raça híbrida de cão e lobo

O cão-lobo-checoslovaco desenvolve uma relação social hierárquica muito forte não apenas com o seu dono mas também com toda a família. Inclusive eles admitem uma posição privilegiada às crianças e as deixam fazer determinadas ações que não permitiriam à adultos ou outros cães. Aprendem a coabitar com outros animais domésticos que já pertençam à família, contudo, se encontrarem animais desconhecidos podem ocorrer problemas. Possuí um forte instinto de caça. Aprende com facilidade, contudo não é de esperar que treine espontaneamente.  É necessário encontrar uma motivação para o treino. A causa mais comum de falhas no treino é o cansaço do cão devido a inúteis repetições sem fim do mesmo exercício que acaba na perda de motivação. O lobo checo tem várias formas de se comunicar, o latido não é natural para eles, então tentam se comunicar com o dono de outras formas. É um cão rústico, forte e com sentidos apurados. Deve ser socializado e adestrado desde cedo.
Via de regra, é um cão dominante de personalidade forte, desconfiado com estranhos e com forte impulso de caça, e que portanto precisa de um dono firme e muito experiente, capaz de disciplinar e adestrar este híbrido desde de filhote.

## Características físicas

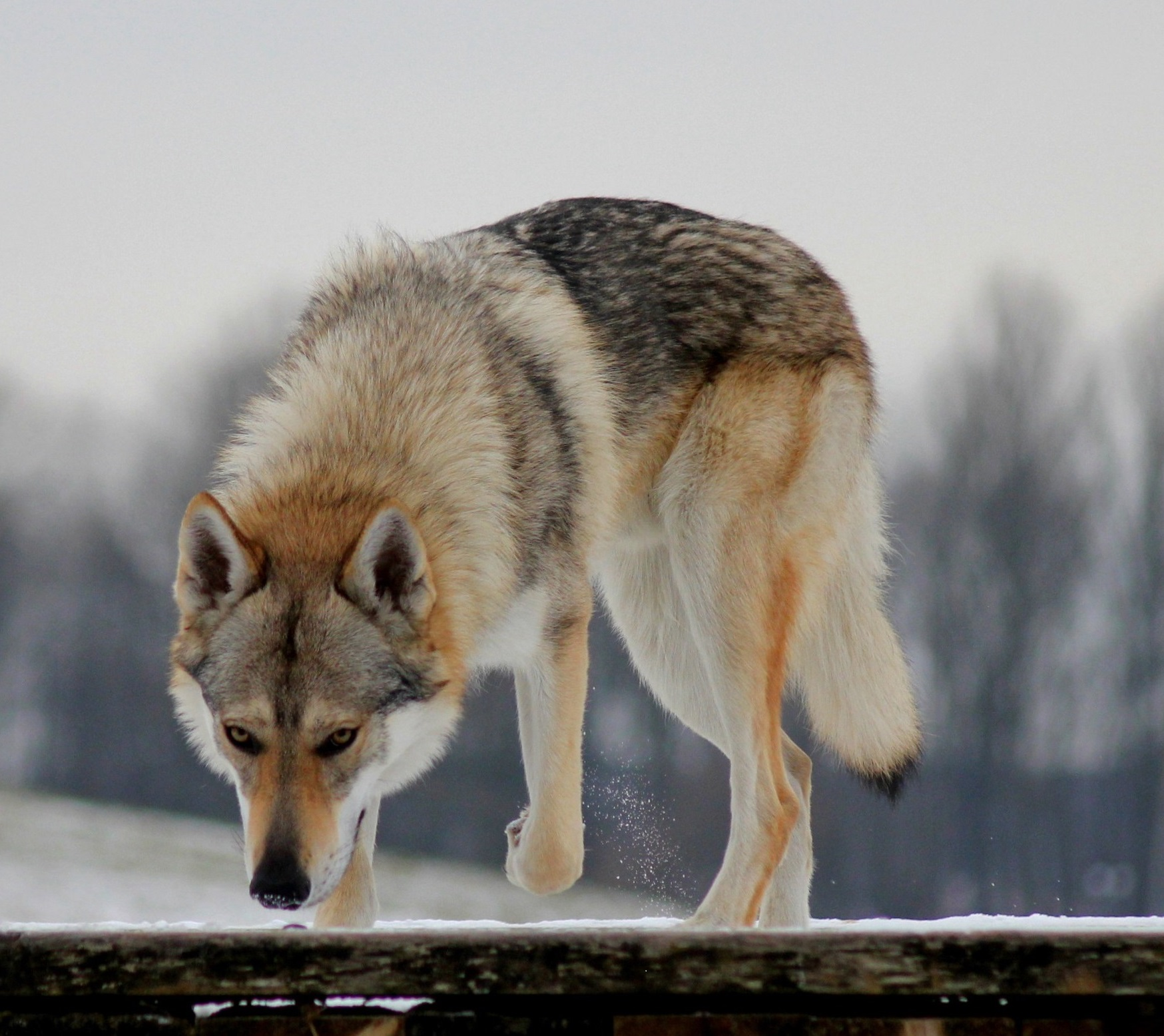
Cão-lobo-tchecoslovaco

Pelagem reta e bem assentada. As pelagens de inverno e a de verão são bem distintas.
No inverno predomina um imenso subpêlo e junto com o pelo de cobertura, forma
uma grossa pelagem sobre todo o corpo. As colorações comuns são do cinza-amarelado ao cinza-prateado com uma máscara clara característica. Pêlos claros também na base do pescoço e no antepeito. A cor cinza escuro com
máscara clara é permitida. Fisicamente, os machos devem possuir pelo menos 65 cm na altura da cernelha e pesar no mínimo 26 kg, podendo atingir cerca de 36 kg; as fêmeas devem possuir no mínimo 60 cm na altura da cernelha e pesar no mínimo 20 kg. Possui grande semelhança com o lobo.